# 215868 Rohrer
215868 Rohrer è un asteroide della fascia principale. Scoperto nel 2005, presenta un'orbita caratterizzata da un semiasse maggiore pari a 2,3436453 au e da un'eccentricità di 0,0423196, inclinata di 0,47911° rispetto all'eclittica.
L'asteroide è dedicato al fisico svizzero Heinrich Rohrer.